# Ropalidia celebensis
Ropalidia celebensis är en getingart som beskrevs av Vecht 1941. Ropalidia celebensis ingår i släktet Ropalidia och familjen getingar. Inga underarter finns listade i Catalogue of Life.